# Vexation
Vexation (av latin: vexatio) är ett äldre uttryck som omfattade såväl misshandel, trakasseri, prejeri som utpressning.